# Alto Alegre (Rio Grande do Sul)
Pour les articles homonymes, voir Alto Alegre.
Alto Alegre est une municipalité brésilienne située dans l'État du Rio Grande do Sul.